# Paradoxiphis
Paradoxiphis es un género de ácaros perteneciente a la familia Leptolaelapidae.

## Especies
- Paradoxiphis Berlese, 1910
- Paradoxiphis armstrongi (Womersley, 1956)
- Paradoxiphis blackbolbi Costa Costa & Allsopp, 1979
- Paradoxiphis bolboceras (Womersley, 1956)
- Paradoxiphis brevisetosus Costa Costa & Allsopp, 1979
- Paradoxiphis brevisternum Costa Costa & Allsopp, 1979
- Paradoxiphis circumsetosus Costa Costa & Allsopp, 1979
- Paradoxiphis dimorphus Costa Costa & Allsopp, 1979
- Paradoxiphis gigas Costa Costa & Allsopp, 1979
- Paradoxiphis longanalis Costa Costa & Allsopp, 1979
- Paradoxiphis longisetosus Costa Costa & Allsopp, 1979
- Paradoxiphis matthewsi Costa Costa & Allsopp, 1979
- Paradoxiphis rotundus Costa Costa & Allsopp, 1979
- Paradoxiphis tenuibrachiatus Berlese, 1910
- Paradoxiphis waterhousei Costa Costa & Allsopp, 1979
- Paradoxiphis womersleyi Costa Costa & Allsopp, 1979